# Ranitomeya aquamarina
Espèce
Ranitomeya aquamarina est une espèce d'amphibiens de la famille des Dendrobatidae. Elle appartient au genre Ranitomeya, connu pour ses espèces aux couleurs vives et à la toxicité variable.

## Description

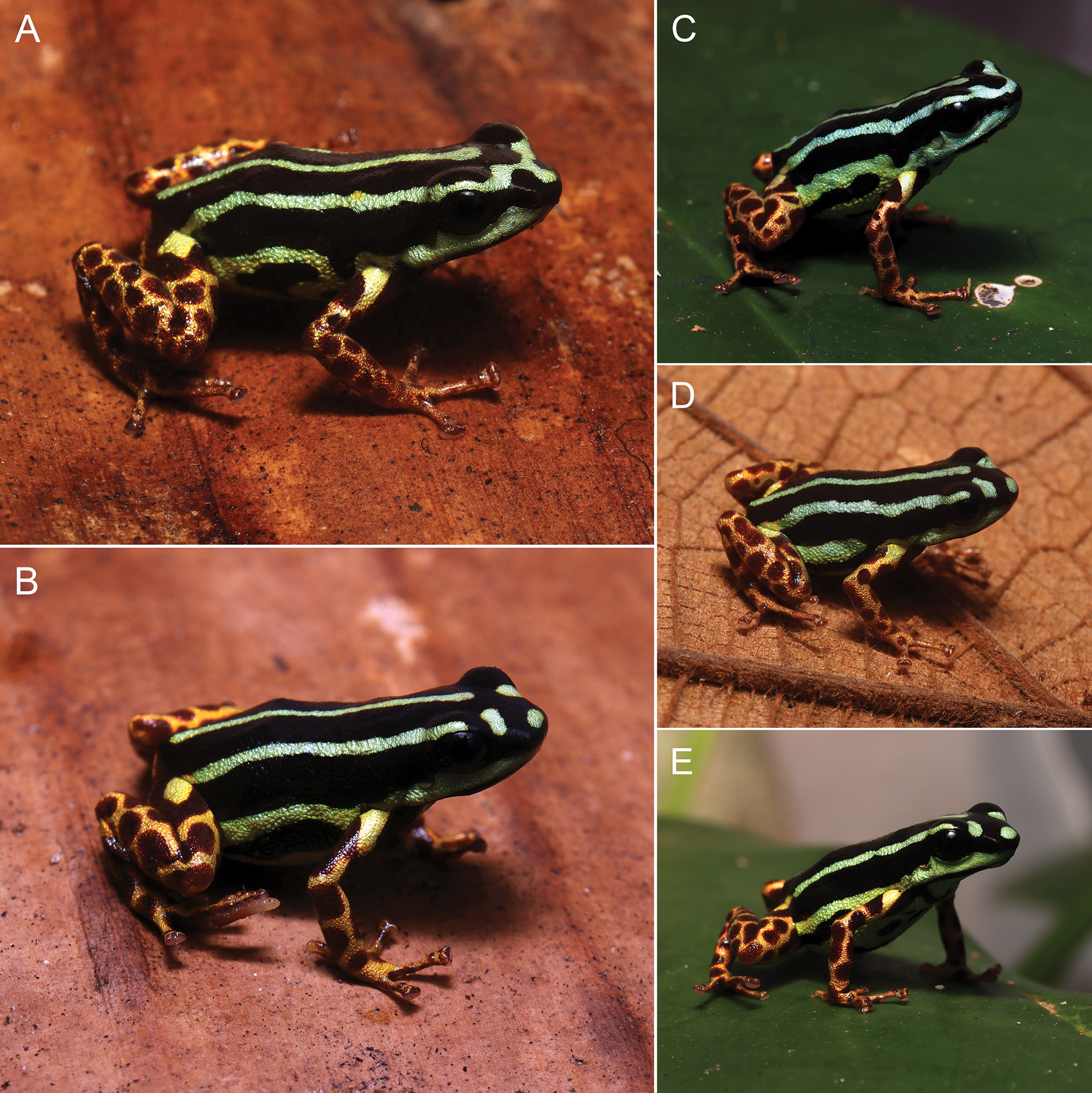
Plusieurs vues de Ranitomeya aquamarina en milieu naturel.

Ranitomeya aquamarina est une petite grenouille mesurant entre 16 et 19 mm. Elle présente une coloration vive bleu-vert avec des motifs noirs irréguliers sur le dos et les membres. Sa peau est lisse et brillante. Comme les autres espèces du genre, elle possède des glandes cutanées produisant des toxines alcaloïdes, qui lui confèrent une certaine défense contre les prédateurs.
Ses yeux sont proéminents, et ses doigts sont munis de disques adhésifs lui permettant de grimper aisément sur la végétation.

## Écologie et comportement
C'est une espèce diurne, arboricole, très active durant les heures les plus lumineuses de la journée. Comme les autres Ranitomeya, elle vit souvent en couple ou en petits groupes. Elle est territoriale et communique par des vocalisations aiguës et des comportements visuels.

## Reproduction

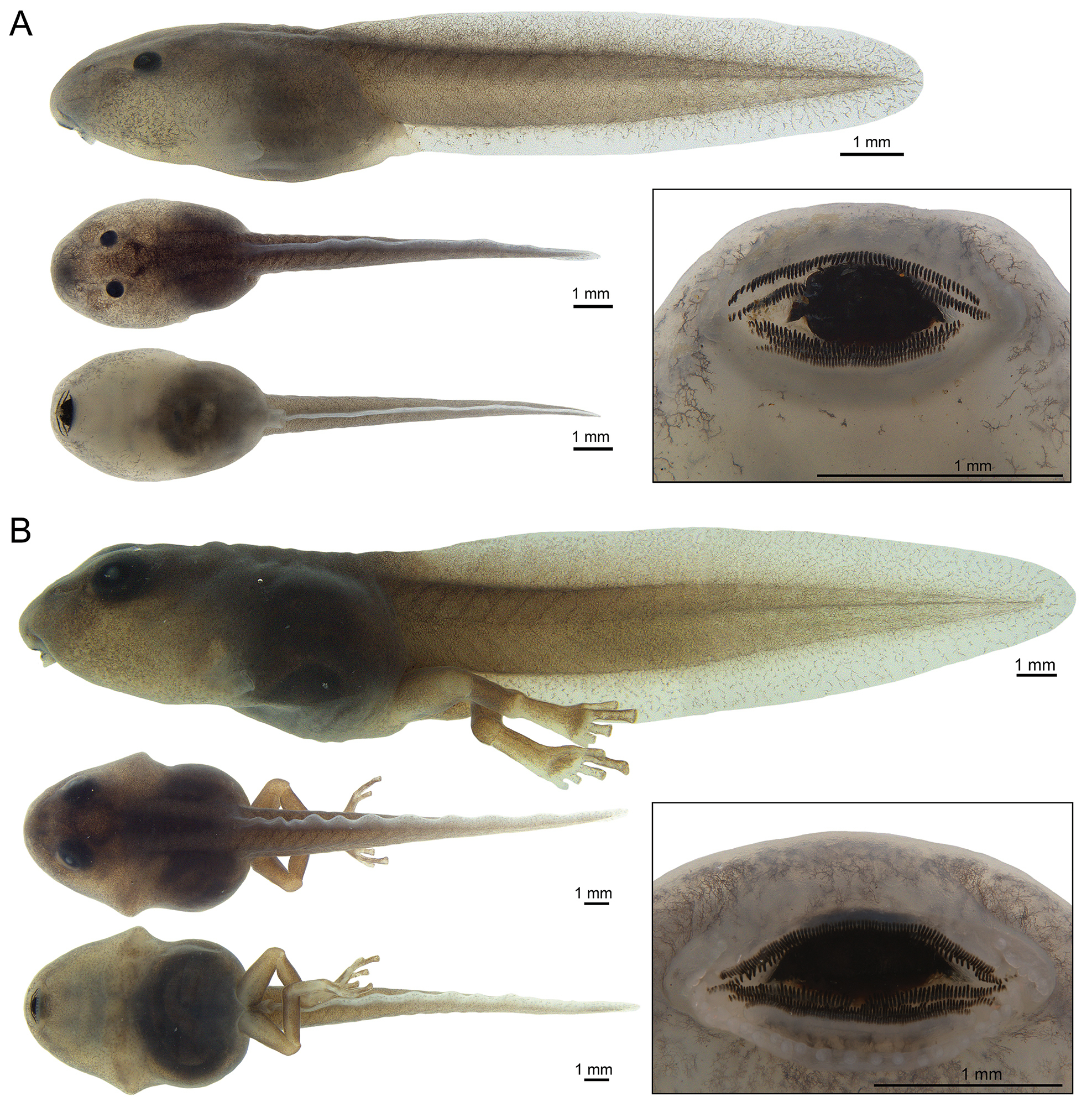
Têtards préservés de Ranitomeya aquamarina.

La reproduction se fait pendant la saison des pluies. Le mâle attire la femelle par des chants et une parade nuptiale qui inclut parfois des danses. La femelle pond un petit nombre d’œufs dans des cavités végétales remplies d’eau (phytotelmes). Le mâle transporte les têtards sur son dos jusqu’à des points d'eau isolés, où ils achèvent leur développement.

## Habitat et répartition

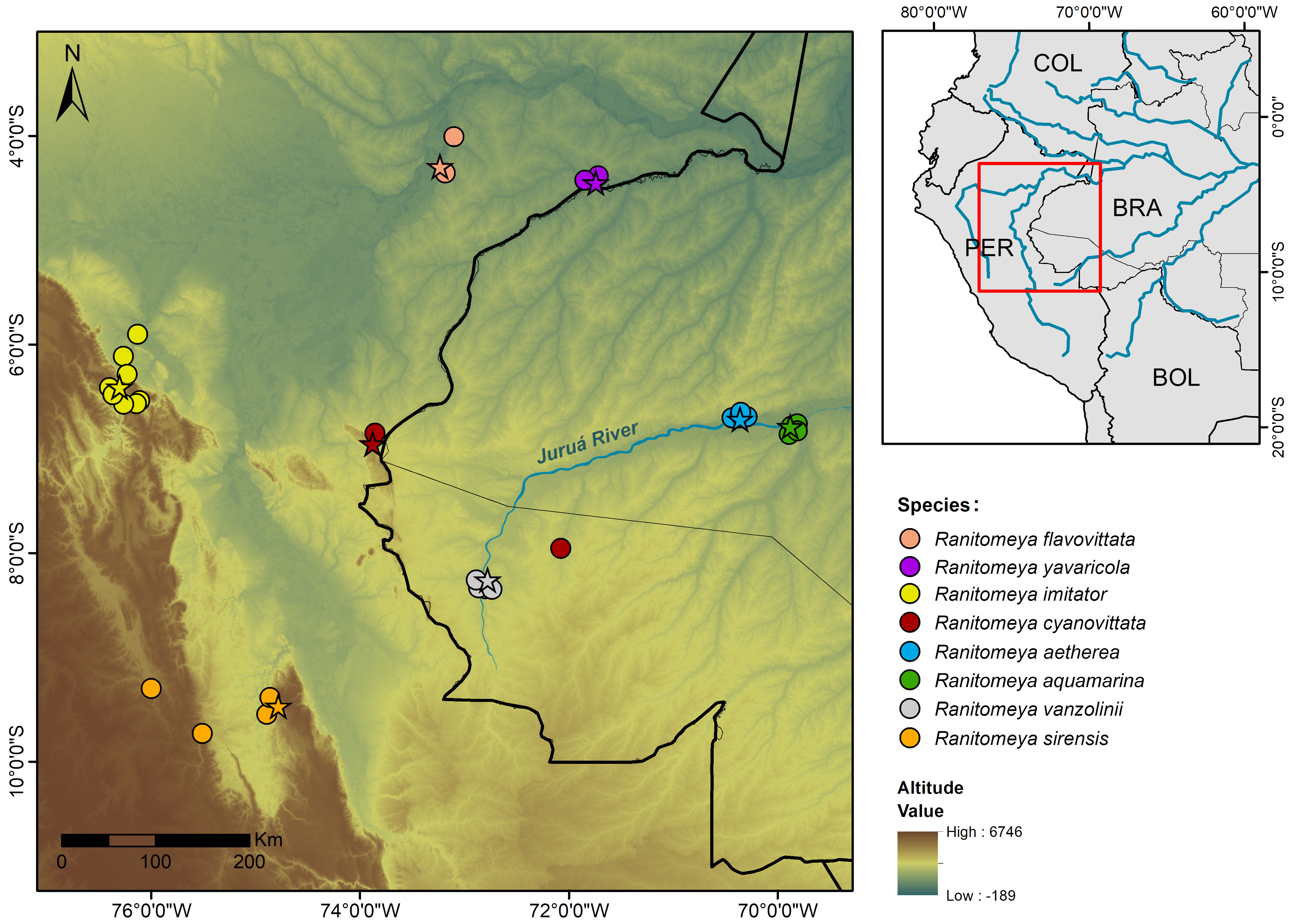
Aire de répartition (en vert) de Ranitomeya aquamarina

Cette espèce est endémique du bassin du Juruá en Amazonie brésilienne. Elle évolue dans les forêts tropicales humides de basse altitude, où elle fréquente les zones de végétation dense, proches de petits ruisseaux et de broméliacées.

## Ranitomeya aquamarinaet l'Homme
La découverte de cette espèce a suscité l’intérêt des herpétologues et des passionnés de dendrobates, en raison de sa coloration spectaculaire. Toutefois, les chercheurs mettent en garde contre les risques liés à une collecte excessive pour le commerce terrariophile. Des mesures de protection sont proposées localement.

## Classification
Le nom valide complet (avec auteur) de ce taxon est Ranitomeya aquamarina Mônico (d), Koch (d), Dayrell (d), Moravec (d) & Lima (d), 2025,.
Ranitomeya aquamarina a été décrite à partir d’échantillons collectés durant une expédition herpétologique dans une région jusqu’alors peu explorée. L’analyse moléculaire confirme son appartenance au genre Ranitomeya, mais elle forme une lignée distincte proche de Ranitomeya aetherea.

### Étymologie
Son épithète spécifique, du latin aquamarina, « bleu-vert pâle », fait référence à la teinte caractéristique de cette grenouille.

### Publication originale
- (en) Alexander Tamanini Mônico, Esteban Diego Koch, Jussara Santos Dayrell, Jiří Moravec et Albertina Pimentel Lima, « An Amazonian hidden gem: a new metallic-colored species of Ranitomeya (Anura, Dendrobatidae) from Juruá River basin forests, Amazonas state, Brazil », ZooKeys, vol. 1236,‎ 2025, p. 51–83 (PMID 40322612, PMCID PMC12048821, DOI 10.3897/zookeys.1236.146533, lire en ligne)